# Rowlandius pedrosoi
Espèce
Rowlandius pedrosoi est une espèce de schizomides de la famille des Hubbardiidae.

## Distribution
Cette espèce est endémique du Ceará au Brésil. Elle se rencontre dans une grotte à Santa Quitéria.

## Description
Le mâle holotype mesure 4,01 mm et la femelle paratype 3,85 mm.

## Étymologie
Cette espèce est nommée en l'honneur de Denis Rafael Pedroso.

## Publication originale
- Giupponi, Miranda & Villarreal, 2016 : Rowlandius dumitrescoae species group: new diagnosis, key and description of new cave-dwelling species from Brazil (Schizomida, Hubbardiidae). ZooKeys, no 632, p. 13-34.